# Prosoplus auberti
Prosoplus auberti là một loài bọ cánh cứng trong họ Cerambycidae.